# Csicseriborsó
A csicseriborsó (Cicer arietinum) a kétszikűek (Magnoliopsida) osztályába tartozó hüvelyesek (Fabales) rendjének pillangósvirágúak (Fabaceae vagy Leguminosae) családjának Faboideae alcsaládjába tartozó haszonnövény. Népiesen bagolyborsónak is nevezik.

## Származása, elterjedése
A csicseriborsó Kis-Ázsiában már nagyjából 8000 éve megtalálható volt, innen terjedt főleg a Földközi-tenger térségébe és Indiába. Valószínűleg a ma is vadon termő Cicer reticulatumból fejlődött ki. Manapság már sok szubtrópusi vidéken termesztik a csicseriborsót, a származási helyén kívül még Dél-Amerikában is.
India nemcsak a legnagyobb termelő, de a legnagyobb importőr is. A törököknél is igen nagy becsben tartják értékes, szárazságot jól tűrő, sőt bizonyos típusok csak ilyen viszonyokat elviselő fajtáit. Világviszonylatban a csicseriborsót a legnagyobb területen Indiában, Pakisztánban, Iránban, Törökországban, Ausztráliában, valamint egyes afrikai országokban termesztik mint fontos tömegélelmezési cikket.
Magyarországon csak szórványosan lelhető fel. Vetésterülete nem számottevő, és jelentősen csökkent a 2000-es évet követően. A jövőben a rosszabb talajadottságokkal rendelkező, kisebb gazdaságokban várható fellendülése a borsó- és lóbabtermesztés helyett. Előveteményre nem igényes, viszont jó előveteménye az őszi kalászosoknak, ezért könnyen vetésforgóba illeszthető.
Termőterülete 10 millió hektár, hozama igen szerény, 780 kg/hektár. A legmostohább, arid viszonyok között ennyire képes. Két típusa ismert, kabuli és desi. Az előbbi nagy-magú, igényesebb, a mediterrán országokban, Közel-Keleten, Mexikóban kedvelt, termesztése kockázatosabb, mint az apró-magvú, döntően Indiában termő másik típusé. A két változat aránya 10-90%. Európában a törökök, spanyolok, franciák, portugálok, olaszok termesztik említésre méltó mennyiségben étkezési célra a kabulit. Intenzív viszonyok közötti termesztésére jó példa Jordánia, ahol is a hozam megközelíti a 2 t/ha-t, az öntözést is elbírja, sőt hozammal meg is hálálja a növény. Kezdetleges agrikultúrával jellemezhető vidékeken, ahol kézi munkaerőre alapozott a termesztés, ott a kisgazdaságok élelem- és piacos növénye, igen szeszélyes hozam- és jövedelemviszonyok mellett. Könnyű, mésszel jól ellátott lúgos talajok kedvezőek a termesztésére.

## Leírása

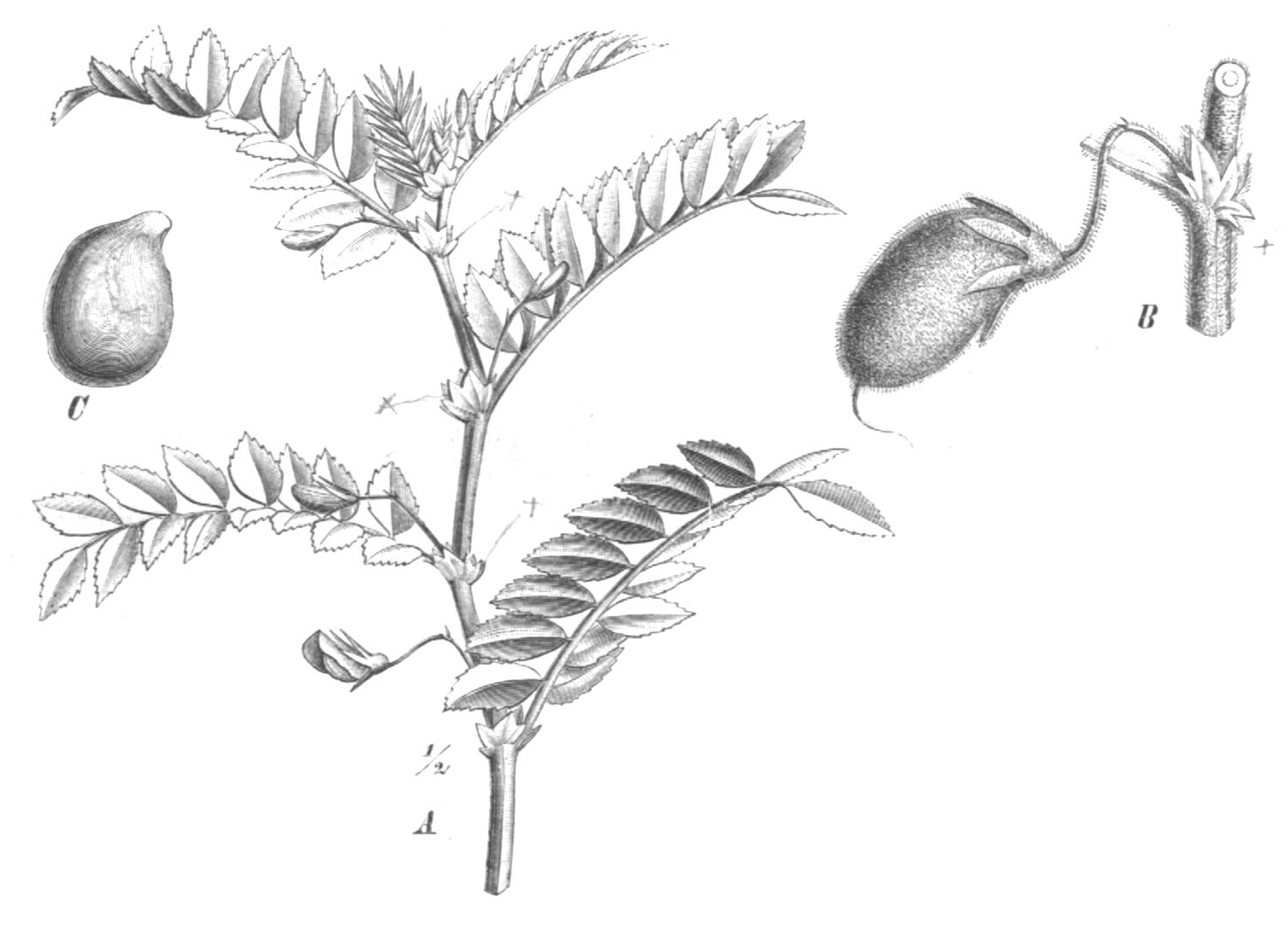
Csicseriborsó rajza

Egyéves, lágyszárú növény, egy teljesen kifejlett példány magassága 20 centitől körülbelül 1 méter is lehet. Gyökérzete mélyre hatoló. A növény négyélű, egyenesen felálló, elágazó szárú, mirigyszőrökkel sűrűn fedett lomblevelei váltott állásúak, páratlanul szárnyaltak, összetettek, levélkéi tojásdad alakúak és fűrészesek és nagyjából 5–10 mm hosszúak.
Virága apró, egyesével álló, pillangós, színe lila, violaszínű illetve fehér lehet, mérete 10-12 mm között változik.

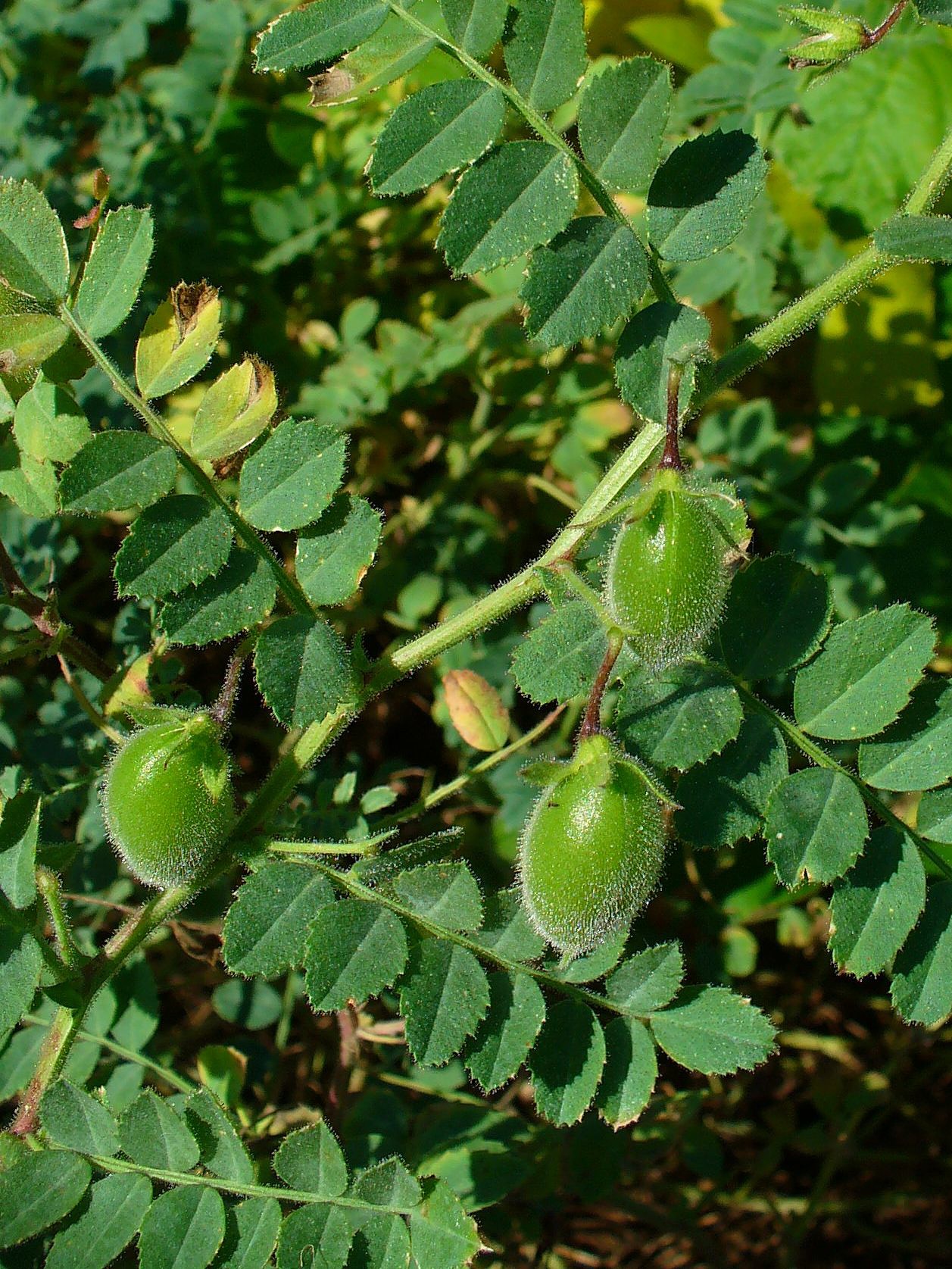

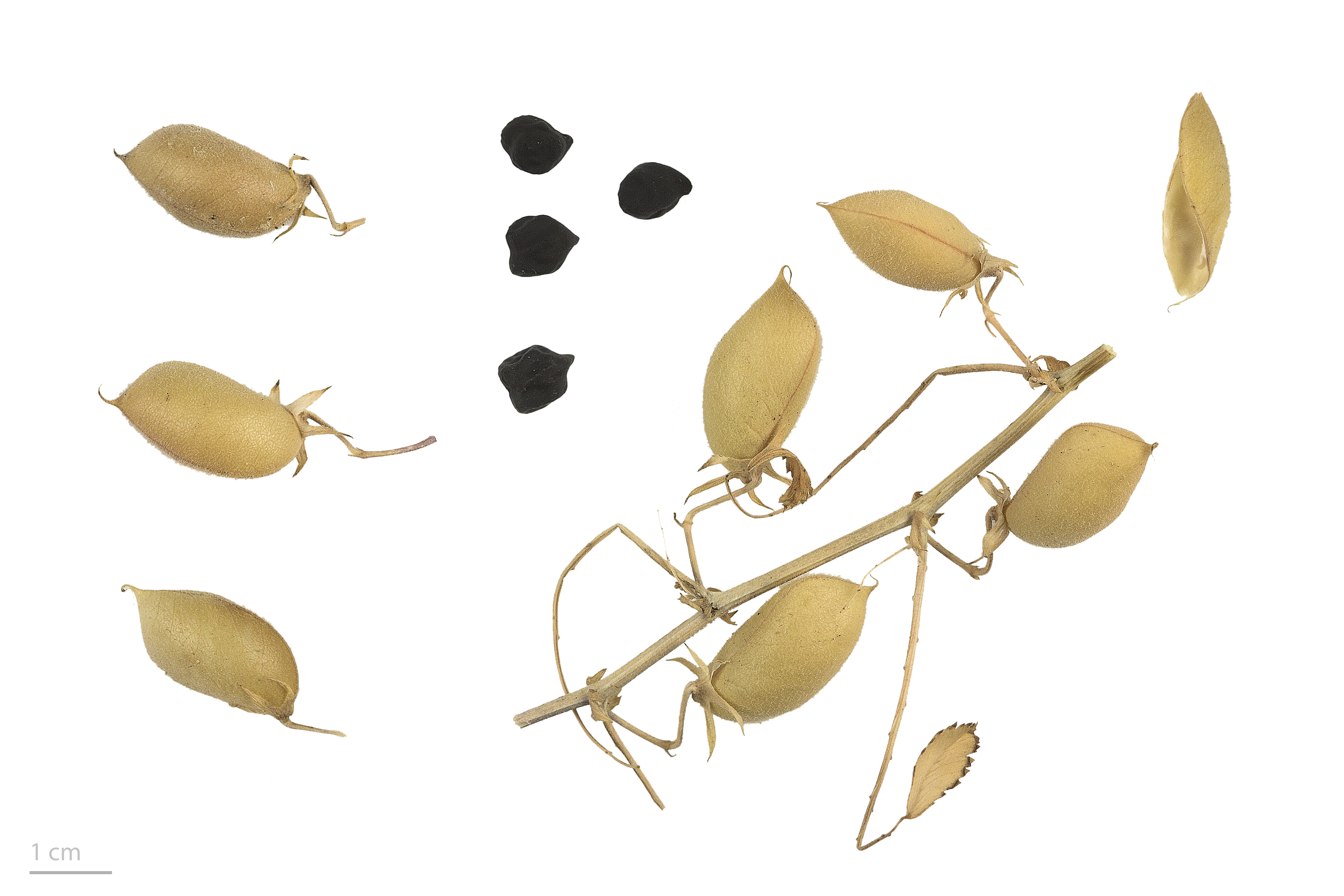
Cicer arietinum noir

Megtermékenyítése június-júliusban, többnyire önmegporzással történik. Termése egy nagyjából három centiméter hosszú, csüngő, ovális, kicsi és felfújt hüvely, mely 1-3 gömbölyű, ráncos, kis csőrben végződő magot tartalmaz. Ezek színe a bézs, barna és fekete színek között változhat. A termés ezermagtömege 110-380 g. Csírázóképessége 85-95%-os. Két-három évig használható, a vetéstől számítva 7-10 nap múlva kel. Tenyészideje 80-120 nap.
Vetési ideje: április. A késői fagyokra nem olyan érzékeny, mint a bab. Magja nem pereg, ezért vetőmag és étkezési célra is teljesen éretten aratják és kévében szárítják. Cséplése megegyezik a bab és a borsó cséplésével. Termése körülbelül 300–550 kg/ha mag és körülbelül 600–1000 kg/ha szalma. Magja nem zsizsikesedik. Gyomokra főként a kelés és kezdeti fejlődés időszakában érzékeny, később gyomelnyomó. Betegségek közül az aszkohitás szár-, levél- és hüvelyfoltosság okozhat veszteségeket. A betegségek ellen csávázással, állománykezeléssel védekezünk. A csicseriborsót újabban a gyapottok-bagolylepke támadja meg, más rovarok nem veszélyeztetik, mert a mirigyszőrök alma- és oxálsavtartalma megvédi a kártevőktől.
Étkezésre fehér virágú, sárga magvú változata (C. a. fuscum Al.), takarmányozásra a barna magvú (C. a. vulgare, Jaub. et Spach) változatai használatosak.
A csicseriborsó hőigényes növény (hőösszege 1700-2500 °C), ezért a termesztésének leginkább a Dunától keletre és a Cegléd-Debrecen vonaltól délre fekvő terület, illetve Dél-Baranya felel meg. A hüvelyesek közül nála csak a szegletes ledneknek kisebb a vízigénye. Ezért még a száraz meleg időjárást is elviseli a tenyészidő folyamán. Csupán a kelés és a kezdeti fejlődés időszakában fontos számára a csapadék, ha ekkor száraz a magágy, akkor a kelés elhúzódik a növények egyenlőtlen fejlődésűek lesznek. A könnyen felmelegedő, középkötött és lazább szerkezetű, jó tápanyag-szolgáltató képességű talajokon díszlik jól. Termeszthető barna erdőtalajokon, humuszos homoktalajokon és csernozjom típusú homoktalajokon is. Kerüljük a hideg, kötött, erodált és lejtős talajokat és a futóhomokot is.
A Cicer nemzetségbe egyéves és évelő fajok tartoznak, a rokonfajok jelentősége az ellenálló-képesség fokozásában jelentős. Legközelebbi rokona a Cicer reticulatum. Igen formagazdag a Cicer pinnatifudum, C. judicum.

## Termelése
2023-ban a csicseriborsót 48 országban termesztették 14 millió hektár földterületen, és az éves termésmennyisége meghaladta a 16,5 millió tonnát. 2013 és 2023 között a csicseriborsó földterülete 12,4 millió hektárról 14 millió hektárra (12,9%) nőtt, míg a termésmennyisége 13 millió tonnáról 16,5 millió tonnára (26,9%) nőtt.
A világ legnagyobb csicseriborsó termelői közé tartozik India (76,9%), Ausztrália (5,9%), Törökország (3,6%), Oroszország (3,3%) és Etiópia (2,8%). Ezek az országok a 2023-as termelésük alapján az első öt helyen álltak. 2023-ban India egyedül az éves termés több mint a kétharmadát (76,9%) adta a világ csicseriborsó termelésének.
Legnagyobb exportáló országok Ausztrália (21,2%), Oroszország (16,1%) és India (11,9%), míg a legnagyobb importországok Pakisztán (19,8%), Törökország (12,3%) és Banglades (8,5%).
Magyarország nem termeszt csicseriborsót, így az ország behozatalra szorul. Magyarország főleg Szlovákiából (40,9%), Franciaországból (32,8%) és Romániából (6,3%) importált csicseriborsót. A behozott csicseriborsó egy részét tovább értékesítette az ország, főleg Ausztria (48,2%), Horvátország (16,1%) és Szerbia (9,5%) felé.

## Tápértéke

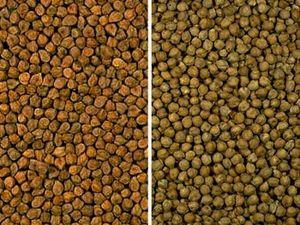
Csicseriborsó magja

Tartalmaz nagyjából 20%-ban fehérjét, 40%-ban szénhidrátot, B1- és B6-vitamint, valamint B9-vitamint vagyis folátot. Ásványianyag-tartalma is kedvező, sok magnéziumot, vasat és cinket tartalmaz. Energiatartalma: 275 kcal (1152 kJ)/100 g.
Éretlen magjait a borsóhoz hasonlóan főzeléknek, levesnek, éretten főzeléknek, köretnek (saláta, püré) fogyasztják. Pörkölt csemegeként is igen kedvelt, mivel íze a dióéhoz hasonló. Magját hazánkban régebben a babhoz hasonlóan fogyasztották, pörkölve kávépótlónak használták. Egyes országokban, különösen a Közel- és Közép-Keleten valamint Indiában abraktakarmánynak is termesztik magas fehérjetartalma miatt. A csicseriborsó az egyik legelfogadottabb hüvelyes növény a biotermékek piacán. Egységnyi területről sokkal több fehérjét ad, mint az árpa, a zab, a kukorica, a köles vagy a bükköny. Jobb az emészthetősége és a biológiai értéke, mint a babé vagy a lencséé. Zöldtrágyanövényként is hasznosítható.
A csicseriborsó lisztje adalékként, helyettesítőként is hasznosítható. Így péksüteményekben is felhasználható lenne, általa a kenyér is ízletesebb, tovább eltartható. Diabetikus és gyógyászati hatása is figyelmet érdemel.

## Etimológiája
A latinoktól ered a cicer név. Magyarhoni említése a XV. század elejére datálható. Schlägl (1400–1410) cicerpísum, chicher borsó, Murmelius (1553) cicer, cicer borsó, Calepinus (1585) latin–magyar szótára bagoly borsó, cziczer borsó elnevezésekről tudatja az érdeklődő olvasót. Lippai János Calendariumában (1662) már így említi: „Martiusban csicseri borsót vetni”. A magyar nyelvben a "csicser" és rokon alakjait csörgő, száraz értelemben használták, így a 20. század közepéig a különböző szakácskönyvekben és néprajzi leírásokban (pl. Kardosnál) csicseriborsó néven a sárga(száraz)borsóra hivatkoznak. Újabb kori térségi, tájnyelvi szóhasználat szerint: székelyeknél csücsör vagy csucsor-borsó, Tolnában csicsendlibab vagy csicserli-bab; lényeges a mag hegyes formáját, profilját kifejező csucsor-csücsör alakpár. Csücsór borsó, csicseri borsó: székely szó (Ferenczi János).